# جيان تودت
جيان تودت (بالفرنسية: Jean Todt)‏ ولد عام 1946 وهو سائق رالي فرنسي سابق. فقد كان المدير الرياضي لبيجو تالبوت ثم مدير سكودريا فيراري في سباقات الفورمولا 1 قبل أن يُعَيَّن رئيسًا تنفيذيًّا لفيراري من 2004 إلى 2008. بعيدًا عن نفوذه في عالم السيارات، فهو أيضًا عضوٌ من أعضاء معهد السلام الدولي.

## مناصب
تولى منصب رئيس ‏، الاتحاد الدولي للسيارات، وSpecial Envoy of the Secretary-General ‏، سلامة مرورية.

## التعليم
تعلم في EDC Paris Business School ‏.

## جوائز
حصل على جوائز منها:
- وسام الصليب الأكبر لجوقة الشرف.

## روابط خارجية
- جيان تودت على موقع Rallye-info.com (الإنجليزية)
- جيان تودت على موقع eWRC-results.com (الإنجليزية)
- جيان تودت على موقع أوليمبيديا (الإنجليزية)